# La Fame di Camilla
La Fame di Camilla è stato un gruppo musicale indie rock italiano, fondato nel 2007 a Bari, Puglia. Il gruppo era composto da Ermal Meta, Giovanni Colatorti, Dino Rubini e Lele Diana. Il gruppo si è sciolto il 29 marzo 2013.

## Storia del gruppo

### Primi anni (2007-2008)
Il gruppo si formò a Bari nel 2007, componendo le prime canzoni in italiano e in albanese, lingua madre del cantante Ermal Meta. In un'intervista Meta ha dichiarato che il gruppo prende il nome da una ragazza con cui ha condiviso parte della vita e che un giorno gli disse che «aveva fame di se stessa». Successivamente, il gruppo cominciò subito una serie di concerti promozionali, esibendosi in diversi festival e concorsi nazionali. Nello stesso anno partecipò al festival Aritmia Mediterranea, il quale portò i La Fame di Camilla al Meeting etichette indipendenti, dal quale venne concessa la partecipazione alla XIII Biennale dei Giovani Artisti dell'Europa e del Mediterraneo, al Controfestival di Controradio del 2007 e del 2008. Dal MEI 2008, il gruppo ricevette il "Demo Award", assegnato dalla trasmissione di Rai Radio 1 Demo, l'Acchiappatalenti di Renato Marengo e Michael Pergolani alla migliore band della stagione 2007-2008. Dopo la vittoria del "Demo Award", il gruppo firmò un contratto per la EMI Music Publishing e la Universal Music Group.
Dopo la pubblicazione dell'omonimo demo nel 2008, il gruppo vinse all'Arè Rock Festival in Puglia e si classificò primo al concorso Alb-It, bandito dal Teatro Pubblico Pugliese in collaborazione con Controradio, nelle categorie "Miglior brano di un gruppo emergente" per Ne Doren Tende e "Miglior testo narrativo" per un cortometraggio sul rapporto tra Italia e Albania. Nello stesso anno il gruppo partecipò alla seconda edizione del programma per gli artisti emergenti Operazione Soundwave di MTV Italia e Coca-Cola.

### La Fame di Camilla(2009)

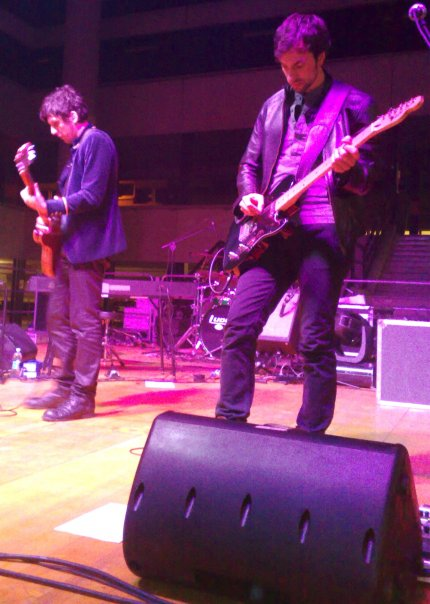
Ermal Meta e Giovanni Colatorti durante un concerto

L'omonimo album di debutto, La Fame di Camilla, prodotto dal gruppo stesso, venne pubblicato nel settembre 2009 sotto la Universal Music Italia e la EMI Music Publishing. Il disco fu registrato e missato negli Stone Room Studios e negli Itaca Recording Studios di Bari e venne masterizzato da John Davis (già al lavoro con R.E.M., U2 e Damon Albarn) a Londra.
L'album venne anticipato dal singolo Storia di una favola, il cui video musicale vinse il premio "Miglior Soggetto", mentre il gruppo si aggiudicò il Premio "Rivelazione Indie Pop" dell'anno al Meeting etichette indipendenti. Nel dicembre 2009 il video si aggiudicò il titolo di "Miglior Videoclip Italiano" nella categoria "Emergenti" al Premio Videoclip Italiano.

### Buio e luce(2010-2011)
Il gruppo si presentò al Festival di Sanremo 2010 con il brano Buio e luce, pubblicato come singolo il 12 febbraio 2010.. Il gruppo tuttavia fu eliminato dalla sezione "Nuova Generazione" durante la terza serata del festival. Il singolo anticipò l'omonimo album Buio e luce, pubblicato il 19 febbraio 2010. Nella sua prima settimana, l'album debuttò alla posizione numero 72 nella Classifica FIMI Album.
Nell'estate dello stesso anno il gruppo si esibì all'Heineken Jammin' Festival di Mestre, condividendo il palco con Stereophonics, The Cranberries e Aerosmith.

### L'attesae lo scioglimento (2012-2013)
Il 31 gennaio 2012, a quasi due anni dal precedente, La Fame di Camilla pubblicò il terzo album L'attesa, prodotto da Fabrizio Barbacci (già collaboratore di Luciano Ligabue e Gianna Nannini) e preceduto dal singolo Susy e l'infinito, in rotazione radiofonica a partire dal 16 dicembre 2011. Il disco è stato registrato negli studi dei Negrita ad Arezzo. Sempre nello stesso anno il frontman Meta ha scritto un brano interpretato da Francesca Michielin, Un nuovo nome, inserito nell'album Riflessi di me.
Il 29 marzo 2013 la formazione annunciò lo scioglimento a causa di visioni artistiche differenti, pur rimanendo in ottimi rapporti.

### Dopo lo scioglimento (2013-presente)
Intorno al periodo successivo allo scioglimento, Meta ha intrapreso una carriera come autore per altri artisti oltre ad aver partecipato al singolo Non mi interessa di Patty Pravo in qualità di artista ospite. Nel 2016 ha pubblicato il suo primo album in qualità di artista solista, Umano. La sua uscita è stata seguita da quella degli album Vietato morire (2017), Non abbiamo armi (2018) e Tribù urbana (2021).
Il 28 aprile 2018 La Fame di Camilla si è riunita brevemente in occasione del concerto tenuto da Ermal Meta al Mediolanum Forum di Assago, suonando i brani Storia di una favola, Niente che ti assomigli, Come il sole a mezzanotte e Piccole cose. Tale evento è stato successivamente immortalato in Non abbiamo armi - Il concerto, uscito l'anno seguente.

#### I Superlovers
Nel 2014 Colatorti e Diana, con Francesco Monterisi al basso e dal 2017 con Gianluca Foster Damiani alla voce, chitarra e piano elettrico, formano i Superlovers. Dopo aver pubblicato il video di The Wounded Deer nel 2019 e i singoli Spotlight e Lullaby nel 2020, nel 2021 segue l'uscita dell'album di debutto Smoke Machine.

## Formazione
- Ermal Meta – voce, chitarra elettrica ed acustica, pianoforte, campionatore
- Giovanni Colatorti – chitarra elettrica, campionatore, sintetizzatore
- Dino Rubini – basso
- Lele Diana – batteria, campionatore

## Discografia

### Album in studio
- 2009 – La Fame di Camilla
- 2010 – Buio e luce
- 2012 – L'attesa

### Singoli
- 2009 – Storia di una favola
- 2010 – Buio e luce
- 2011 – Susy e l'infinito
- 2012 – Bye Bye, Baby
- 2012 – Solo una scia